# Elodie Guiglion
Pas d'image ? Cliquez ici

a Compétitions nationales et continentales officielles uniquement.

b Matchs officiels uniquement.
Elodie Guiglion, née le 28 janvier 1990 à Hyères, est une joueuse internationale française de rugby à sept et de rugby à XV. Elle fait partie de l'équipe de France féminine de rugby à XV et de l'équipe de France féminine de rugby à sept.

## Biographie
Née à Hyères, Elodie Guiglion évolue au poste d'ailière au rugby à XV. Débutant dans ce sport à lâge de sept ans dans une école de rugby puis à lâge de quinze ans, elle doit évoluer dans une équipe féminine.
Elle honore sa première cape internationale en équipe de France le 3 novembre 2012 contre l'Angleterre.
Elle fait partie de l'équipe de France disputant le Tournoi des Six Nations féminin 2013— elle inscrit notamment un essai à Twickenham face aux Anglaises— et la Coupe du monde de rugby à XV féminin 2014 où la France termine troisième en s'imposant face à l'Irlande, Elodie Guiglion inscrivant deux essais lors de ce match.
Avec l'équipe de France de rugby à sept avec laquelle elle joue au poste de talonneur depuis 2010. Elle fait partie du groupe qui participe aux Jeux olympiques d'été de 2016,.
À l'issue de la dernière étape des Women's Sevens Series 2016-2017, se jouant à Clermont-Ferrand, elle prend sa retraite internationale vis-à-vis de l'équipe nationale de rugby à sept.
En 2017, elle est retenue dans le groupe pour disputer la Coupe du monde de rugby à XV féminin 2017 en Irlande.